# Slavehandlernes Flugt
Slavehandlernes Flugt er en dansk stumfilm fra 1910 produceret af Fotorama efter manuskript af Louis Schmidt. Hovedrollerne som de to slavehandlere Wallerstein og Goldschmidt spilles af Philip Bech og Frederik Buch.. De øvrige medvirkende er ifølge Fotoramas fimprogram "Fotoramas sædvanlige personale". Filmens instruktør er ukendt. 
Filmen betegnes af Fotorama som en del af Fotoramas originalserie "Den hvide Slavehandel" og som "en forbryderkomedie i 34 afdelinger".
Filmen havde dansk biografpremiere den 15. september 1910 i Løvebiografen

## Handling
To slavehandlere i London med de jødiske navne Wallerstein og Goldschmidt har lokket flere unge kvinder afrejse fra London som led i de to gesjæft med hvid slavehandel. Pensionatværtinden fatter imidlertid mistanke til de to, og går til politiet. De to slavehandlere bliver afsløret, og de unge kvinder reddet i sidste øjeblik kort inden de damperen sejler fra havnen. Slavehandlerne sættes i fængsel, men det lykkes de to at flygte. Efter flugten kontakter de en gammel bekendt, en jøde i det skumle Whitechapel, der hjælper dem med nyt tøj og penge. De to stikker af som blinde passagerer med en fragtdamper til Hamborg. I Hamborg får de en øl og køber de dyrt tøj. De beslutter, at tage til Danmark, da Danmark er et Eldorado for folk, der ikke er lovlydige. 
De to bliver imidlertid efterlyst internationalt via den moderne telegraf, og da det formodes, at de som så mange andre kriminelle er flygtet til Danmark, bliver alle politimyndigheder i landet alarmeret om efterlysningen. En telegrafist har netop modtaget efterlysningen, og da han kort efter får indleveret en telegram fra en af de to slavehandlere til afsendelse til jøden i Whitechapel med anmodning om flere penge, lægger den kvikke telegrafist to og to sammen. Han går til politiet i den jyske provinsby, der dog ikke i første omgang tager henvendelsen alvorligt. Det lykkes dog at få gjort en politiassistent interesseret i sagen, og de overvåger herefter de to slavehandleres hotel. Her ser de, at slavehandlerne reagerer på en avisartikel om de to slavehandleres flugt, og herefter er sagen klar. De to anholdes på hotellet og retfæridhgeden er sket fyldest.

## Medvirkende
- Philip Bech, slavehandler
- Frederik Buch, slavehandler
- Ellen Holm, ung kvinde